# Kojo
Timo Kojo (Helsinki, 9 maggio 1953) è un cantante finlandese.

## Carriera
Ha iniziato la sua carriera nel 1977 quando la sua band, Madame George, ha pubblicato il loro unico album, Madame George: What's Happening ?.
Il primo album da solista di Kojo, So Mean, ebbe un enorme successo in Finlandia. Il secondo album ebbe anche egli molto successo, anche se non era come So Mean. Nel 1981, invece il suo terzo album da solista fu un disastro.
All'Eurovision Song Contest del 1982 ha rappresentato il suo paese con il singolo Nuku pommiin, un singolo rock avente musica di Jim Pembroke e i testi di Juice Leskinen.
La canzone fu cantata in finlandese, che parlava della protesta contro le bombe nucleari durante la guerra fredda. Tuttavia, non ebbe nessun riscontro dal pubblico, infatti non ebbe nessun punto. Nonostante questo Kojo ha continuato la sua carriera nel suo paese natale.
Gli ascolti della sua musica diminuirono sempre in Finlandia dopo il 1982.

## Discografia
- Madame George: What's Happening (1977)
- So Mean (1979)
- Lucky Street (1980)
- Go All the Way (1981)
- Hitparade (1982)
- Nuku pommiin or Bomb Out  (1982)
- Time Won't Wait (1983)
- Bee tai bop (1985)
- Rommia sateessa (1986)
- Kaksi alkuperäistä: So Mean / Lucky Street (1990)
- Pyöri maa pyöri kuu (1990)
- Kojo and the Great Boogie Band (1993)
- Suloinen Maria (1997)
- 20 suosikkia – So Mean (1998)